# Oryza latifolia
Oryza latifolia är en gräsart som beskrevs av Nicaise Auguste Desvaux. Oryza latifolia ingår i släktet rissläktet, och familjen gräs. Inga underarter finns listade i Catalogue of Life.